# Centre de la Manche
Im Centre de stockage de la Manche bei La Hague in Nordfrankreich wurden 1969–1994 schwach- und mittelradioaktive Abfälle oberflächennah endgelagert. Ziel war es, den Einschluss der radioaktiven Stoffe über einen Zeitraum von 200–300 Jahren sicherzustellen. Nach der Einlagerungsphase soll eine Überwachungsphase von rund 300 Jahren folgen.
Die Einlagerung erfolgte im Wesentlichen auf zwei Arten: in unterirdischen Monolithen aus Beton für die mittelradioaktiven oder alphahaltigen Abfälle oder in oberirdischen, mit Erdreich abgedeckten Hügeln (Tumulus) für kurzlebige schwachradioaktive Abfälle. Um das Gefährdungspotential zu minimieren, waren für die Abfallgebinde nuklidspezifische Grenzwerte der Aktivitätskonzentration, insbesondere für langlebige Alphastrahler, einzuhalten.
Am 12. Juli 1994 wurde der letzte Behälter mit radioaktiven Abfällen zum Centre de la Manche verbracht. Insgesamt wurden seit 1969 rund 526.650 m³ eingelagert. Rund zwei Drittel dieser Abfälle stammen aus dem Betrieb von Kernkraftwerken. Die eingelagerte Abfallmenge enthält rund 382 TBq an Alphaaktivität. Die Gesamtaktivität beträgt rund 40.000 TBq, etwa zwei Drittel davon sind 60Co und 137Cs. Das Endlager wurde 1994 geschlossen. Als Ersatz für die Schließung wurde 1992 das Centre de l’Aube in Betrieb genommen.
2006 behauptete das Netzwerk „Sortir du nucléaire“ (deutsch: Ausstieg aus der Atomenergie), am Centre de stockage de la Manche seien auf der Erdoberfläche Plutonium und giftige Chemikalien über eine Fläche von 15 Hektar verstreut. Die Radioaktivität sei auch nach mehr als 300 Jahren noch gefährlich. Nach Angaben von Greenpeace ist es eines der größten Atommülllager der Welt. 11 % des Atommülls sei ausländischer Herkunft, woran Deutschland mit mehr als der Hälfte den größten Anteil habe.
Eine im Jahr 2013 vom Département Manche und von der französischen Behörde für nukleare Sicherheit in Auftrag gegebene ACRO-Untersuchung zeigt, dass die Daten der französischen Atommüllagentur ANDRA zu niedrig bewertet seien.
Neben dem geschlossenen Centre de la Manche existieren in Frankreich zwei weitere Anlagen zur Endlagerung schwach- und mittelradioaktiver Abfälle: Das Felslabor Bure, eine Versuchsanlage (Ende 2022) mit dem Ziel der Errichtung einer Endlagerstätte für mittel- und hochradioaktive Nuklearabfälle am Platz sowie für schwach- und mittelradioaktive Abfälle das Centre de l’Aube.